# Štrand Summer Fest
  je letnji festival koji organizuje kompanija  uz podršku grada Novog Sada i Gradske uprave za privredu. Festival se održava na novosadskoj plaži Štrand tokom letnjih meseci.

## Istorija

### 2017.
Prvi Štrand  održan je od 8. juna do 27. avgusta 2017. godine, otvoren od strane Milorada Radojevića, člana Gradskog veća za privredu. Nakon svečanog otvaranja održana je modna revija , prezentacija pravljenja skulptura u pesku i nastup muzičkog benda .
Tokom tri meseca festivala, održana su brojna sportska takmičenja, nastupi bendova, časovi joge i zumbe. U sklopu festivala postojao je i dečji kutak, gde su se održavale aktivnosti prilagođene deci. U okviru festivala održan je i koncert grupe The Frajle.

### 2018.
Drugi festival je održan u periodu od 21. juna do 21. avgusta 2018. godine. Festival je otvoren govorom Saša Bilinovića, v.d. načelnika Gradske uprave za privredu i koncertom grupe .
Svake subote bile su organizovane zabave pod nazivom   gde su članovi udruženja  organizovali salsa žurke, a svi posetioci mogli su da nauče osnovne korake ovog plesa. Organizovano je i praćenje Svetskog prvenstva u fudbalu na velikom platnu ispod Mosta slobode. Poslednje nedelje festivala, ispod Mosta slobode emitovani su filmski klasici, poput Neki to vole vruće i Buntovnik bez razloga. Festival je imao i humanitarni karakter jer je deo novca zarađenog prodajom proizvoda preusmeren u humanitarne svrhe.
Drugi Štrand  završen je 21. avgusta izborom Aleksandre Kaločanj za Miss Štranda i koncertom grupe .

### 2019.
Treći festival je održan u periodu od 29. juna do 31. avgusta 2019. godine. Festival je otvoren izborom najlepšeg maturskog panoa u Novom Sadu i koncertom grupe . Tokom festivala organizovane su brojne aktivnosti poput dečje radionice i maskenbala, tribina, izložbi, izbora za najlepši osmeh, par, devojku i momka Štranda, joga treninga, vežbanja i različitih sportskih takmičenja, filmskih večeri, igranki i nastupa muzičara. Izložba Osobe sa invaliditetom koje su menjale svet se iz porte katoličke crkve preselila na Štrand, gde su posetioci mogli da pogledaju fotografije sa tekstom o životu i postignućima osoba sa invaliditetom koje su uprkos ozbiljnim hendikepima, uspele da istraju u svojim idejama i naumima. Tokom trajanja festivala organizovan je i , a izabrani su pobednici u kategorijama najlepši, najstilizovaniji i najposlušniji pas. Pored besplatnih časova joge i zumbe, posetioci festivala su mogli da prate i časove argentinskog tanga. Posetiocima su ove časove održali Udruženje Todo Tango i Ana Nauparac Despotović.
Od 15. do 22. avgusta u saradnji sa Udruženjem Čepom do osmeha za posetioce Štranda održana je Eko nedelja. Štrand  se pridružio ovoj humanitarno-ekološkoj akciji uz parolu Kroz igru uči, reciklažu prouči!. U okviru festivala održana je tribina Niste sami o istoimenoj kampanji, koja je pokrenuta u oktobru 2018. godine, pod pokroviteljstvom Predsednice Narodne skupštine Republike Srbije, Maje Gojković, Ministarstva za rad, zapošljavanja, boračka i socijalna pitanja, Pokrajinskog sekretarijata za sport i omladinu i Unicefa, sa ciljem prevazilaženja predrasuda prema mladim osobama sa problemima mentalnog zdravlja i invaliditetom.
Proglašenjem pobednika u kategorijama Najlepša devojka Štranda, Najlepši momak Štranda i Najlepši osmeh Štranda, i tradicionalnim koncertom grupe The Frajle 27. avgusta završen je treći Štrand .

### 2020.
Četvrti Štrand  održan je u periodu od 1. jula do 31. avgusta 2020. godine. Svečano otvaranje je započelo izborom najlepšeg maturskog panoa u Novom Sadu, koje, od 2019. godine, organizuju kompanija Color Media Communications i portal nshronika.rs u saradnji sa OPENS-om.
Zumba sa Mimom, zaboravljene dečje igre, pravljenje dvoraca od peska, turniri u igri između dve vatre, likovne radionice, filmske večeri, održavane su kao i prethodnih godina, a festival je zatvoren svečanim proglašenjem pobednika izbora za najlepšu devojku, momka i par Štranda. Tokom dva meseca, pratioci zvaničnih Facebook i Instagram stranica festivala, mogli su da glasaju za svoje favorite lajkovanjem njihovih fotografija. Pobednici su izabrani na osnovu lajkova i glasova stručnog žirija koji su činili: Mladen Milivojević Baron, modni kreator; Darko Dozet, fotograf; Mladen Sekulić, fotograf i Tanja Banjanin, pop pevačica.
Organizatori i posetioci festivala Štrand  pridržavali su se svih propisa i preporuka Vlade Republike Srbije u borbi protiv koronavirusa.

### 2021.
Usled pandemije virusa korona Štrand  2021. nije održan.

## Galerija
- Izložba Osobe sa invaliditetom koje su menjale svet
- Nastup benda